# Don Johnson
Donnie 'Don' Wayne Johnson (Flat Creek (Missouri), 15 december 1949) is een Amerikaanse acteur en zanger. Hij won in 1986 een Golden Globe voor zijn hoofdrol als James 'Sonny' Crockett in de politieserie Miami Vice, waarin hij meer dan honderd afleveringen speelde. Eerder won hij de Golden Scroll voor beste acteur voor zijn hoofdrol in de sciencefictionfilm A Boy and His Dog (1975). Johnson maakte in 1970 zijn film- en acteerdebuut als Stanley Sweetheart in de dramafilm The Magic Garden of Stanley Sweetheart. Hoewel hij al sinds 1970 acteerde, bracht hij ook twee muziekalbums uit, waarvan een in 1986 en in 1989, inclusief een aantal singles. Zijn grootste hit was Heartbeat van het gelijknamige album uit 1986.

## Carrière
Johnson is de zoon van een boer en een schoonheidsspecialiste. Toen hij zes jaar oud was, trok zijn familie naar Kansas. In 1967 studeerde Johnson af aan de South High School in Wichita. Hij ging vervolgens studeren aan de Universiteit van Kansas, maar die universiteit lag Johnson niet echt. Vervolgens ging hij drama studeren aan het American Conservatory Theater in San Francisco. In 1969 speelde hij de hoofdrol in het toneelstuk Fortune and Men's Eyes, een productie uit Los Angeles.
Johnson ging acteren in verscheidene televisieseries, maar elke serie waarin hij meespeelde, raakte niet gelanceerd. Hij kreeg de bijnaam six-time loser in Hollywood, omdat hij zes keer deel uitmaakte van een serie die de televisie niet haalde. In de jaren 80 lukte het Johnson wel om in een serie te komen die succesvol werd. In Miami Vice kreeg hij de rol van Sonny Crockett, een detective uit Miami. Samen met Philip Michael Thomas vormde hij het legendarische politieduo uit de serie Miami Vice, die tussen 1984 en 1989 werd uitgezonden. In de late jaren 90 werd hij opnieuw succesvol door Nash te spelen in de televisieserie Nash Bridges. Nash was een detective van de San Francisco Police Department (SFPD). Deze serie liep van 1996 tot 2001. Toch is Johnson vooral bekend gebleven door Miami Vice en alom geprezen vanwege zijn acteerprestaties daarin. Ondanks het feit dat hij in 1986 een Golden Globe won en in 1989 genomineerd werd voor een Emmy won hij deze laatste niet. In interviews worden hem nog altijd vragen gesteld over deze periode. In 2012 gaf Quentin Tarantino, zelf ook fan van Miami Vice, Johnson nog een rol in zijn film Django Unchained. In 2014 kreeg Johnson een rol als doorgewinterde Texas Ranger Earl McGraw in From Dusk Till Dawn: The Series van Robert Rodriguez.

## Privéleven
Johnson trouwde twee keer met actrice Melanie Griffith, de eerste keer was voor een korte periode in 1976. Tussen 1981 en 1985 woonde Johnson samen met Patti D'Arbanville, eveneens een actrice. Met haar kreeg hij een zoon, de acteur Jesse Johnson (7 december 1982). Johnson heeft een relatie gehad met Barbra Streisand. Samen namen ze zelfs een single op die de titel Till I Loved You meekreeg. Tussen 1989 en 1996 was Johnson voor de tweede keer getrouwd met Melanie Griffith. Op 4 oktober 1989 kregen ze een dochter, Dakota Johnson, die in 1999 haar filmdebuut maakte in Crazy in Alabama. Johnson trouwde in 1999 met Kelley Phleger, met wie hij drie kinderen kreeg: een dochter (in 1999) en twee zoons (in 2002 en 2006).

## Filmografie
*Exclusief 15+ televisiefilms
| - Rebel Ridge (2024) - Knives Out (2019) - Vault (2019) - Dragged Across Concrete (2018) - Book Club (2018) - Brawl in Cell Block 99 (2017) - The Other Woman (2014) - Django Unchained (2012) - Bucky Larson: Born to Be a Star (2011) - A Good Old Fashioned Orgy (2011) - Machete (2010) - When in Rome (2010) - Torno a vivere da solo (2008) - Lange flate ballær II (2008) - Bastardi (2008) - Moondance Alexander (2007) - Goodbye Lover (1998) - Tin Cup (1996) - Guilty as Sin (1993) - Born Yesterday (1993) - Paradise (1991) - Harley Davidson and the Marlboro Man (1991) - The Hot Spot (1990) | - Dead Bang (1989) - Sweet Hearts Dance (1988) - Heartbeat (1987) - G.I. Joe: The Movie (1987, stem) - Cease Fire (1985) - The Long Hot Summer (1985) - Aladdin and the Wonderful Lamp (1982, stem Engelstalige versie) - Melanie (1982) - Soggy Bottom, U.S.A. (1981) - Swan Lake (1981, stem Engelstalige versie) - The Rebels (1979) - Return to Macon County (1975) - A Boy and His Dog (1975) - The Harrad Experiment (1973) - Lollipops and Roses (1971) - Zachariah (1971) - The Magic Garden of Stanley Sweetheart (1970) |

## Televisieseries
*Exclusief eenmalige rollen
- Watchmen - Judd Crawford (2019)
- Sick Note - Kenny West (2017)
- A Series of Unfortunate Events - Sir (2017)
- Blood & Oil - Hap Briggs (2015)
- From Dusk Till Dawn: The Series - Earl McGraw (2014-2015)
- Eastbound & Down - Eduardo Sanchez (2010-2012, vijf afleveringen)
- Glenn Martin DDS - stem Grandpa Whitey (2010-2011, vier afleveringen)
- Just Legal - Grant Cooper (2005-2006, acht afleveringen)
- Nash Bridges - Nash Bridges (1996-2001, 122 afleveringen)
- Miami Vice - James 'Sonny' Crockett (1984-1990, 111 afleveringen)

## Discografie

### Albums
| Album met eventuele hitnotering(en) in de Nederlandse Album Top 100 | Datum van verschijnen | Datum van binnenkomst | Hoogste positie | Aantal weken | Opmerkingen |
| ------------------------------------------------------------------- | --------------------- | --------------------- | --------------- | ------------ | ----------- |
| Heartbeat                                                           |                       | 11-10-1986            | 22              | 37           |             |
| Let it roll                                                         |                       | 8-7-1989              | 16              | 16           |             |

### Singles
| Single met eventuele hitnotering(en) in de Nederlandse Top 40 | Datum van verschijnen | Datum van binnenkomst | Hoogste positie | Aantal weken | Opmerkingen                                                              |
| ------------------------------------------------------------- | --------------------- | --------------------- | --------------- | ------------ | ------------------------------------------------------------------------ |
| Heartbeat                                                     |                       | 27-09-1986            | 5               | 12           | #10 in de Nationale Hitparade / Veronica Alarmschijf Radio 3             |
| Heartache away                                                |                       | 24-01-1987            | 20              | 7            | #25 in de Nationale Hitparade                                            |
| Till I loved you                                              |                       | 12-11-1988            | 4               | 11           | met Barbra Streisand / #4 in de Nationale Hitparade Top 100/ Alarmschijf |
| Tell it like it is                                            |                       | 1-07-1989             | 6               | 10           | #6 in de Nationale Hitparade Top 100 / Veronica Alarmschijf Radio 3      |
| Other people's lives                                          |                       | 7-10-1989             | tip             |              | #53 in de Nationale Hitparade Top 100                                    |

| Single met hitnotering(en) in de Vlaamse Ultratop 50 | Datum van verschijnen | Datum van binnenkomst | Hoogste positie | Aantal weken | Opmerkingen          |
| ---------------------------------------------------- | --------------------- | --------------------- | --------------- | ------------ | -------------------- |
| Heartbeat                                            |                       | 1986                  | 5               |              | in de Radio 2 Top 30 |
| Heartache away                                       |                       | 1987                  | 14              |              | in de Radio 2 Top 30 |
| Voice on a hotline                                   |                       | 1987                  | 14              |              | in de Radio 2 Top 30 |
| Till I loved you                                     |                       | 1988                  | 4               |              | in de Radio 2 Top 30 |
| Tell it like it is                                   |                       | 1989                  | 2               |              | in de Radio 2 Top 30 |